# Übertragungsreaktion
Unter einer Übertragungsreaktion (englisch: transfer reaction) oder kurz Übertragung wird in der Chemie eine chemische Reaktion verstanden, bei der ein kleiner Teil eines Moleküls, z. B. eine Aminogruppe oder eine Phosphatgruppe, auf ein anderes Molekül übertragen wird.
In der Polymerchemie wird als Spezialfall der Übertragungsreaktion eine Kettenübertragung verstanden, bei der die Radikalfunktion von einem Kettenende auf ein anderes Molekül übertragen wird. Sie beendet die Polymerkette, wobei das Radikal erhalten bleibt. Bei dem Molekül, auf welches die Radikalfunktion übertragen wurde, kann nun seinerseits das Kettenwachstum beginnen. Bei der radikalischen Polymerisation wird bei der Übertragungsreaktion der radikalische Zustand des wachsenden Polymers auf noch im System vorhandene Moleküle, z. B. nicht umgesetzte Monomere, Lösungsmittel, Initiator und Polymere, übertragen. Dabei verliert das Polymerradikal seine radikalische Eigenschaft.
Unter den bei zahlreichen chemischen Reaktionen im Stoffwechsel stattfindenden Gruppenübertragungsreaktionen (Gruppenübertragung) versteht man eine durch Transferasen katalysierte Übertragung von funktionellen Gruppen oder von mehr oder weniger großen Molekülgruppen von einem Donor-Molekül („Geber-Molekül“) auf ein Akzeptor-Molekül („Empfänger-Molekül“).
In der Kernphysik wiederum versteht man unter einer Übertragungsreaktion eine Reaktion, bei der Nukleonen ausgetauscht werden, wenn Ziel und Projektil aneinander vorbeifliegen.